# Bumba (periodiskt vattendrag i Burundi, Bururi)
Bumba är ett periodiskt vattendrag i Burundi.   Det ligger i provinsen Bururi, i den centrala delen av landet, 70 kilometer sydost om huvudstaden Bujumbura.
Omgivningarna runt Bumba är en mosaik av jordbruksmark och naturlig växtlighet. Runt Bumba är det ganska tätbefolkat, med 124 invånare per kvadratkilometer.